# Bor (prvek)
Bor (též bór; chemická značka B, latinsky borium nebo borum) je nejlehčím z řady prvků III. hlavní skupiny prvků v periodické tabulce prvků. Patří mezi polokovy vysokým bodem tání i varu – svými vlastnostmi leží na hranici mezi kovy a nekovy.
Byl izolován roku 1808 Humphrym Davym, Gay-Lusacem a Luisem Jacquesem Thénardem v nepříliš vysoké čistotě a teprve roku 1824 ho Jöns Jakob Berzelius označil za samotný prvek.

## Základní fyzikálně-chemické vlastnosti
Vyskytuje se ve dvou modifikacích – amorfní a kovové. Kovová modifikace patří mezi velmi tvrdé látky – dosahuje hodnoty 9,3 v Mohsově stupnici tvrdosti.

## Výroba
Elementární bor lze připravit redukcí oxidu boritého kovovým hořčíkem nebo hliníkem.
př.: B2O3 + 3Mg → 2B + 3MgO
Pro zisk velmi čistého polokovu se využívá redukce vodíkem. Příprava čistého boru je náročná a obtížná procedura. Čistý bor se v praxi používá minimálně.
2 BBr3 + 3 H2 → 2 B + 6 HBr
Používá se také elektrolytická výroba boru, a sice elektrolýza roztavených boritanů

## Výskyt v přírodě
Elementární bor se v přírodě prakticky nevyskytuje, lze se s ním setkat pouze ve sloučeninách. Největší světová naleziště surovin boru leží v USA, Peru, Tibetu a Turecku. Sloučeniny boru jsou v malém množství obsaženy i v mořské vodě (v koncentraci přibližně 5 mg/l) a v některých minerálních pramenech. Kyselina boritá je obvykle přítomna v sopečných plynech, z nichž může být získávána.
Z potravin je přítomen především v ovoci, zelenině, luštěninách a oříškách.

### Biologický význam
V rostlinách je bor mikrobiogenním prvkem. Jako ostatní minerály je přijímán z vody v půdě, ale jako jediný nikoli ve formě iontů, ale jako elektroneutrální kyselina boritá (H3BO3). Bor se váže na cis-hydroxylové (diolové) skupiny pektinu rhamnogalakturonanu II, což je polysacharid důležitý pro stavbu buněčné stěny rostlin. Pravděpodobně ovlivňuje vlastnosti buněčné stěny a především její pružnost a s tím související schopnost růst. To je důležité i u rychle rostoucí pylové láčky nebo u kořenových špiček a právě u nich se nedostatek boru u rostlin projevuje nejdříve. Pylové láčky nejsou bez boru schopné normálního růstu.
Živočichové zpravidla nedostatkem boru netrpí, ale i u nich hraje důležitou roli v řadě fyziologických procesů. Při krmení kuřat či krys potravou bez boru dochází k poruchám ve vývoji kostí, metabolismu minerálních látek, vývoji mozku, funkci imunitního systému či uvolňování inzulinu. Nejvýraznější následky nedostatku boru se projevují při současném nedostatku vápníku či hořčíku.  Bor ovlivňuje fungování vitamínu D v těle a bez boru vitamín D nechrání před osteoporózou.

## Využití

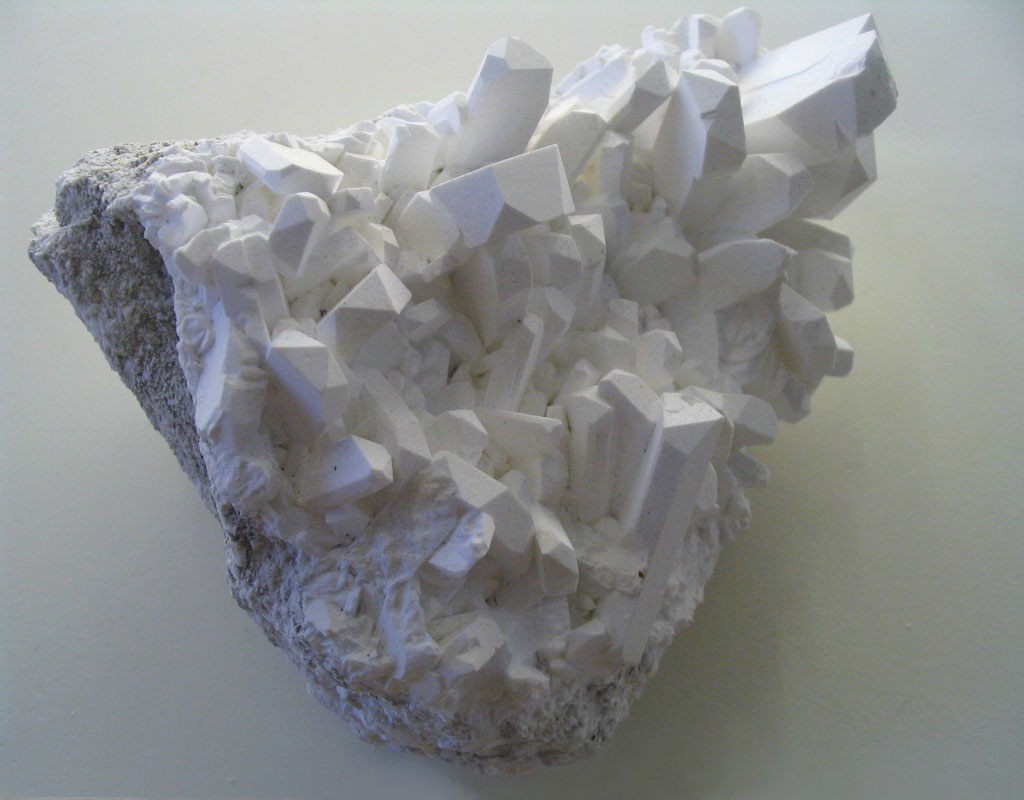
Borax

Bor se využívá ve sklářství jako přísada do skelných vláken a borokřemičitanových skel pro dosažení vysoké tepelné odolnosti, dále v keramice k výrobě emailů a glazur. Uplatňuje se při výrobě mýdel a detergentů, v metalurgii neželezných kovů a žáruvzdorných materiálů.
Využívá se i v jaderné energetice. Jeho jedinečné jaderné využití je založeno na velkém účinném průřezu izotopu 10B vůči tepelným neutronům a je výhodné i proto, že produkty reakce jsou stálé neradioaktivní Li a He. Takto se využívá bor, podobně jako beryllium, k výrobě řídicích tyčí v reaktorech a neutronových zrcadel v jaderných reaktorech. Bor je jeden z mála prvků, které přicházejí v úvahu jako palivo pro jadernou fúzi.
Bor a jeho sloučeniny barví plamen intenzivně zeleně. Tento jev se uplatňuje při přípravě směsí pro pyrotechnické účely a v analytické chemii slouží jako důkaz přítomnosti boru v analyzovaném vzorku.
Významné místo patří sloučeninám boru ve sklářském a keramickém průmyslu. Tzv. borosilikátová skla se vyznačují vysokou tepelnou odolností a pod označením Pyrex (v Česku Simax) slouží k výrobě chemického i kuchyňského nádobí. V keramice nalézá bor uplatnění především jako složka glazur.
Směs neodymu, železa a boru je využívána pro výrobu permanentních NdFeB magnetů s vynikajícími vlastnostmi.

## Sloučeniny
- Boridy jsou sloučeniny boru s kovy. Existuje široká škála boridů s různou stechiometrií a krystalickou strukturou. Tyto sloučeniny vykazují často velmi zajímavé vlastnosti. Jsou to mimořádně elektricky i tepelně vodivé, tvrdé, žáruvzdorné, chemicky netečné a netěkavé materiály s vysokými teplotami tání. Příkladem mohou být mimořádně vodivé diboridy Zr, Hf, Nb a Ta, které tají vesměs až nad 3 000 °C. TiB2 má tepelnou a elektrickou vodivost 5× vyšší než kovový Ti, borid zirkonia ZrB2 dokonce 10× vyšší. Boridy TiB2, ZrB2 a CrB2 našly uplatnění jako materiál na lopatky turbín, vnitřní povrchy spalovacích komor a raketových trysek. Schopnosti odolávat roztaveným kovům se využívá při výrobě vysokoteplotních reakčních nádob. Nacházejí se i v jaderných elektrárnách jako neutronové štíty a kontrolní tyče v reaktorech. Diborid hořčíku MgB2 patří mezi velmi perspektivní materiály z hlediska vývoje supravodičů.[7] Má vysokou hodnotu kritické teploty. Boridy fosforu a arsenu jsou slibné vysokoteplotní polovodiče.
- Nitrid boritý je málo reaktivní, velmi stálá látka, která má podobnou strukturu jako grafit. V současné době patří spolu s diamantem k nejtvrdším známým látkám. V současné době jsou k dispozici technologické procesy pro pokrytí kovových povrchů tímto nitridem a kovoobráběcí nástroje s tímto povlakem jsou výrazně tvrdší a dlouhodobě odolnější.
- Velmi tvrdým materiálem je také karbid boru B4C, používaný jako brusivo a leštič kovů. Dále ho lze najít v obložení brzd a spojek, je materiálem v neprůstřelných vestách a ochranných štítech bojových letadel.
- Sloučeniny boru s vodíkem se nazývají borany. Jsou to obvykle značně reaktivní látky, které slouží pro přípravu celé řady dalších sloučenin. Příkladem může být borohydrid lithný LiBH4, který se používá jako mimořádně silné redukční činidlo a zdroj nascentního vodíku. Nejznámějším a nejjednodušším boránem je diboran B2H6, samozápalný plyn o bodu varu −92,5 °C. Vyšší borany mají za normálních podmínek pevné skupenství a jsou stálejší vůči hydrolýze.
- Kyselina trihydrogenboritá H3BO3 je slabá kyselina tvořící šupinkové průhledné krystalky. Je ve vodě málo rozpustná a ve farmacii se spolu se svými solemi používá k ošetřováni očních chorob.
- Další uplatnění nacházejí boritany při přípravě přípravků pro impregnaci dřeva. Vyrábí se rozkladem boraxu kyselinami a může vziknout také silně exotermickou reakcí oxidu boritého B2O3 s vodou.
- V běžné praxi nejpoužívanější sloučeninou boru je borax neboli dekahydrát tetraboritanu sodného Na2B4O7·10H2O (viz obrázek). Jeho správnější složení ale vystihuje název oktahydrát tetrahydroxotetraboritanu sodného, vzorcem Na2[B4O5(OH)4]·8H2O. Bezvodý borax se velmi často uplatňuje v metalurgii, kde jeho tavenina překrývá roztavený kov a funguje jako ochranný prvek proti oxidaci zpracovávané slitiny. V analytické chemii je směs boraxu s uhličitanem sodným univerzálním tavidlem, používaným pro rozklady geologických a dalších obtížně rozpustných vzorků. Dále se využívá při pájení kovů a slitin (mosazi, Cu, bronzu) plamenem, při výrobě smaltovaného nádobí (jako ochranný prvek proti oxidaci zpracovávané slitiny) a speciálních optických skel.
- NaBO2·H2O2·3H2O, peroxotrihydrát tetraboritanu sodného, se využívá jako oxidační činidlo s bělícími účinky v textilním průmyslu, protože ve vodném roztoku uvolňuje peroxid vodíku H2O2